# Ctenosciara alexanderkoenigi
Ctenosciara alexanderkoenigi ist eine auf Neuseeland verbreitete Trauermücke. Ihre Erstbeschreibung erfolgte im Jahr 2016 nach einem einzigen in einer Malaise-Falle im Garten des Zoologischen Forschungsmuseums Alexander Koenig in Bonn aufgefundenen Exemplar.

## Beschreibung
Die Körperlänge beträgt etwa 2,2 Millimeter beim Holotypen. Der Körper ist zweifarbig, mit einem orangen bis rötlichen Thorax und einem braunen Abdomen. Seine Setae sind schwarz und teilweise verlängert und kräftig, die hintere Rückenpartie und der Mesothorax sind unbehaart. Das Abdomen trägt eine dichte schwarze Behaarung. Das Hypopygium ist etwa 0,6 mal länger als breit und heller als das Abdomen. Der Gonostylus ist verlängert, mit einem Verhältnis von Länge zu Breite von etwa 3,6 zu 1.
Die Beine sind von gelblich-weißer Farbe, die vorderen Beine haben einen ungeteilten Kamm mit sieben bis acht Borsten. Das Verhältnis von Länge zu Breite des vierten Fühlerglieds beträgt 2,65 zu 1, das seines deutlich abgesetzten, einfarbigen Halses 0,35 zu 1. Die Sensillen der Fühler sind kürzer als eine Segmentbreite. Das erste Palpomer hat eine normale Form, mit zwei Borsten und nur wenigen Sensilen. Das zweite ist kurz und oval, das dritte ebenso lang wie das erste.
Die Halteren sind dunkel und von normaler Länge. Die etwa 2 Millimeter langen Flügel sind etwas dunkel und schwach gezeichnet. Die M-Gabel hat eine normale Form und die Ader R1 endet deutlich vor der Basis der M-Gabel.

## Bildgalerie zur Anatomie

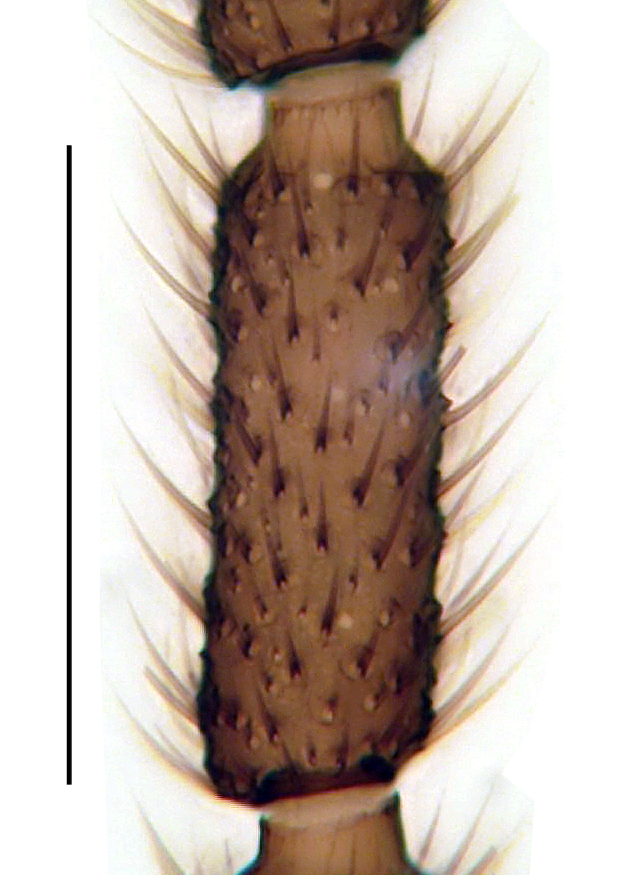
Fühler, viertes Flagellomer
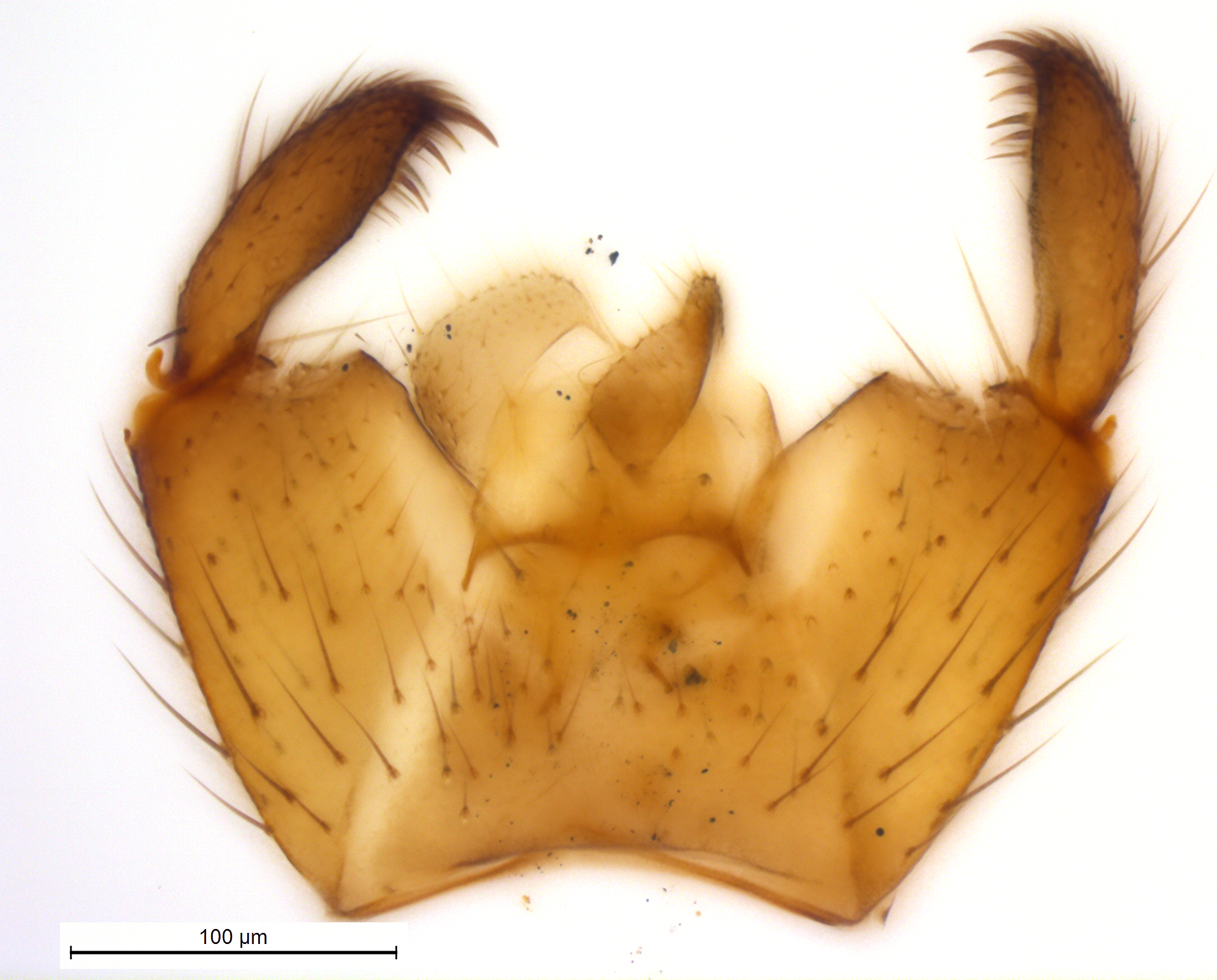
Hypopygium
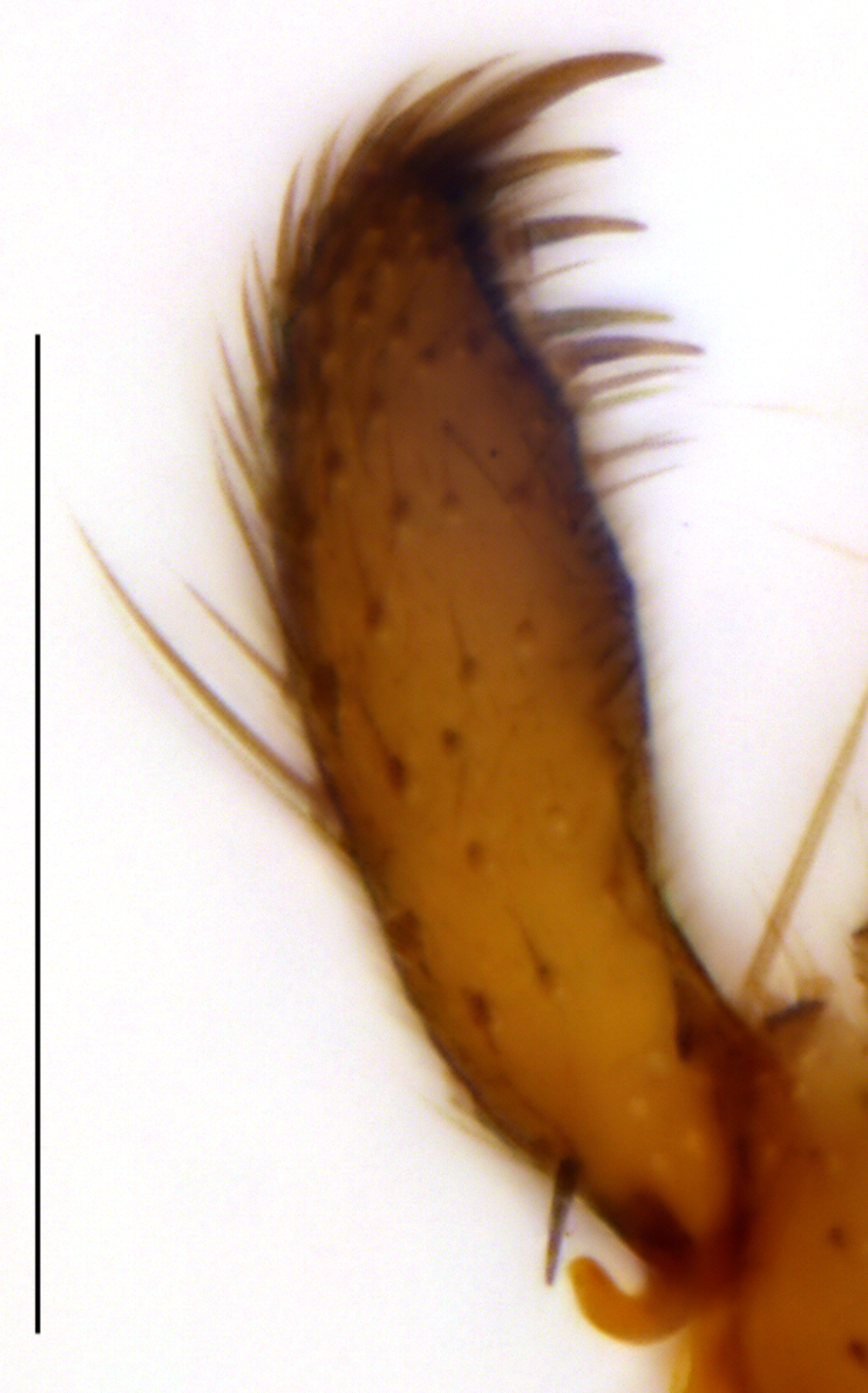
Gonostylus
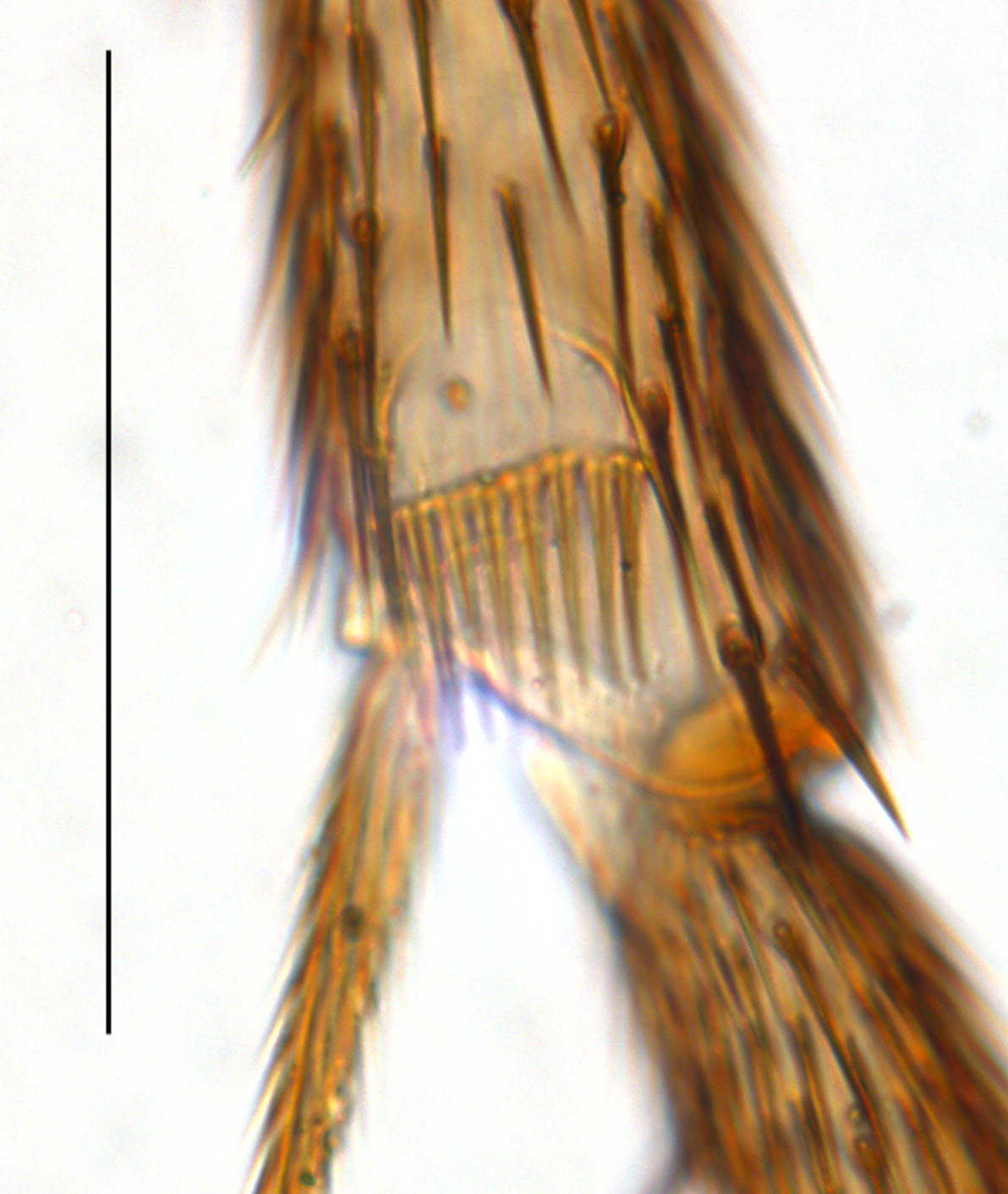
Tibialorgan
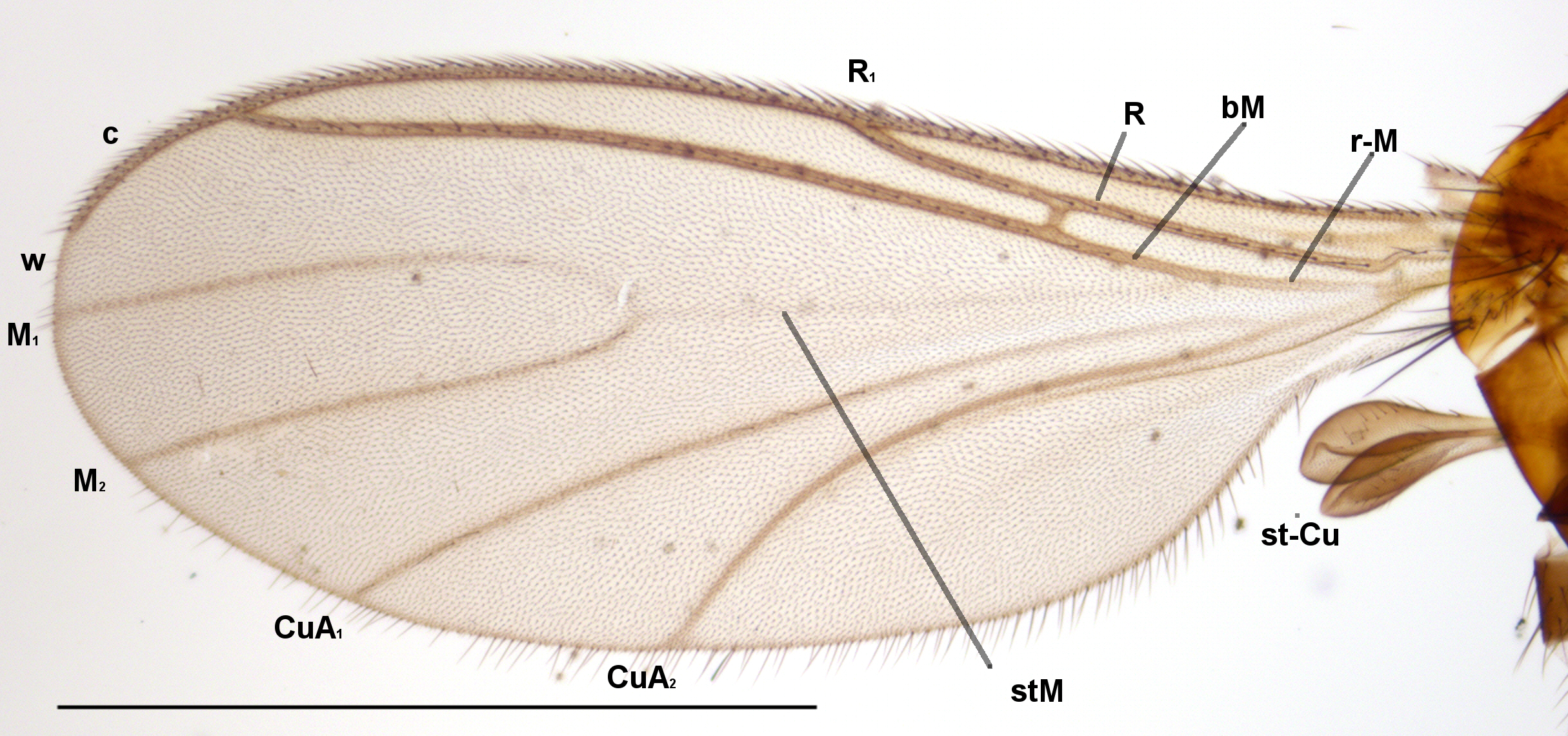
Flügel

## Entdeckung
Vom 5. bis 7. Juni 2014 wurde im Garten des Zoologischen Forschungsmuseums Alexander Koenig in Bonn zu Testzwecken eine gewöhnliche Malaise-Falle aufgestellt, die mit dem Prototyp eines Geräts zum automatischen Wechsel der Fangbehälter versehen war. Bei der Untersuchung der Fänge aus dem Testzeitraum fiel eine Trauermücke durch ihre ungewöhnliche Färbung und Morphologie auf, die sie von den bekannten europäischen Arten der Gattung Ctenosciara unterschied.
Die Entdecker waren zunächst davon überzeugt, eine neue Art der mitteleuropäischen Fauna entdeckt zu haben. Der Abgleich der DNA des Holotypus mit einer Sequenzdatenbank ergab die Identität mit zwei Proben aus Neuseeland. Das führte nach der Anwendung eines Bestimmungsschlüssels für neuseeländische Trauermücken zu der Annahme, es handele sich bei dem Fund um die neuseeländische Art Ctenosciara nigrostyla. Die Überprüfung des Typmaterials dieser Art führte zu der Feststellung, dass es sich bei Ctenosciara alexanderkoenigi um eine noch unbeschriebene Art handelt.

## Verbreitung und Lebensraum

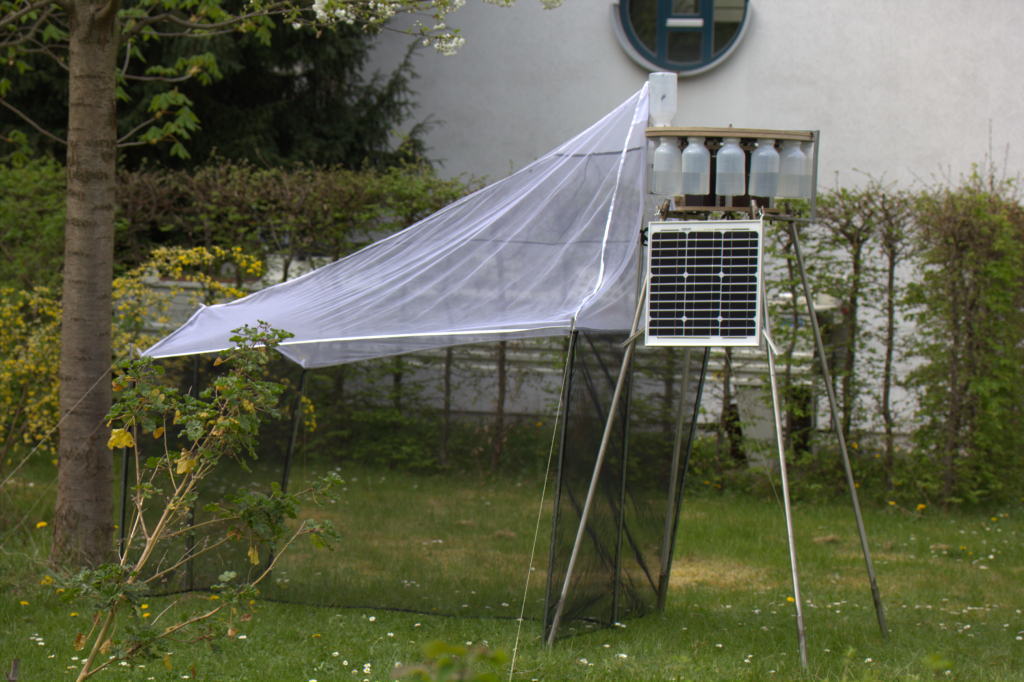
Terra typica: Garten des Museum Koenig, hier die Malaise-Falle mit automatischem Wechsel der Fangbehälter im Juni 2014

Als Terra typica von Ctenosciara alexanderkoenigi wurde in der Erstbeschreibung der Garten des Zoologischen Forschungsmuseums Alexander Koenig (50° 43′ 19″ N, 7° 6′ 49″ O) angegeben. Der Garten ist Teil einer im späten 19. Jahrhundert angelegten Parkanlage von etwa 7.000 Quadratmetern Fläche, in der mehr als 80 überwiegend nicht einheimische Bäume und Sträucher wachsen.
Das ursprüngliche Verbreitungsgebiet von Ctenosciara alexanderkoenigi ist Australasien, mit Funden auf Neuseeland. Ctenosciara alexanderkoenigi ist wahrscheinlich vor nicht langer Zeit von dort nach Deutschland eingeführt worden, da die Art als Element der mitteleuropäischen Fauna mit ihrer auffälligen Zeichnung früher hätte auffallen müssen. Gegenwärtig ist noch nicht geklärt, ob es in Bonn eine etablierte Population gibt, oder es sich bei dem Fund nur um ein einzelnes mit Pflanzen- oder Bodenmaterial eingeschlepptes Tier handelt.

## Systematik
Ctenosciara alexanderkoenigi gehört als Art der Familie Trauermücken (Sciaridae) in die Ordnung Zweiflügler (Diptera). Ctenosciara wurde 1960 durch den finnischen Entomologen Risto Kalevi Tuomikoski als monotypische Gattung mit Ctenosciara hyalipennis (Meigen, 1804) beschrieben. Die europäische Fauna ist, bezogen auf Ctenosciara, mit nur drei beschriebenen Arten ausgesprochen artenarm. Von Neuseeland sind sieben Arten bekannt, doch in Australien ist die Gattung das bestimmende Element der Trauermückenfauna, mit mehreren hundert Arten.

### Erstbeschreibung
Die Erstbeschreibung erfolgte 2016 durch die deutschen Biologen Kai Heller und Björn Rulik in der Zeitschrift Biodiversity Data Journal. Den Autoren lag dazu nur ein männliches Exemplar vor, das 2014 in Bonn mit einer Malaise-Falle gefangen worden war.

### Typmaterial
Der Holotypus ist ein adultes männliches Exemplar vom Typenfundort, das im Juni 2014 gefangen worden ist. Er befindet sich in der Sammlung des Zoologischen Forschungsmuseums Alexander Koenig.

### Etymologie
Die Autoren der Erstbeschreibung ehrten mit dem Artnamen den deutschen Zoologen Alexander Koenig (1858–1940), Begründer des Bonner Zoologischen Forschungsmuseums Alexander Koenig, in dessen Garten die Art entdeckt wurde.